# Gaston Vuidet
Gaston Vuidet, né le 11 août 1853 à Saint-Firmin-sur-Loire (Loiret) et mort le 8 juillet 1891 à Saint-Émilion, est un compositeur français.

## Biographie
Paul Adalbert Marie Eugène Gaston Vuidet est le fils d'Eugène Vuidet, propriétaire, et Marie Elisabeth Lucile Rapeau.
Compositeur de musique et auteur d'opéras, il obtient un grand succès au Grand-Théâtre de Marseille, et au théâtre municipal de Nice
Il meurt au domicile de ses parents, à Saint-Émilion, à l'âge de  37 ans